# Айронсайд, Эдмунд
Э́дмунд Уи́льям Айронсайд (англ. William Edmund Ironside, 1st Baron Ironside; 6 мая 1880, Эдинбург — 22 сентября 1959, Лондон) — британский военачальник, фельдмаршал, барон.

## Биография
Родился в Эдинбурге в семье военного хирурга Уильяма Айронсайда. Образование получил в Тонбриджской школе и Королевской военной академии в Вулвиче.

## Начало военной службы и Первая мировая война
После окончания академии в 1899 году произведён в офицеры. Служил в Королевской артиллерии. Участвовал в Англо-бурской войне, занимался разведкой. Стал прообразом шпиона Ричарда Ханнея в романе Дж. Бухана «Тридцать девять шагов». С 1906 года служил в Индии, с 1908 года — вновь в Южной Африке. В 1913 году окончил штабной колледж.
Участник 1-й мировой войны, офицер Генерального штаба при штабах 6-й и 4-й канадских дивизий. В боях на Западном фронте с ноября 1914 года. В 1918 году командовал 99-й пехотной бригадой в боях во Франции. В том же 1918 году произведён в бригадиры, став одним из самых молодых произведённых в этот чин офицеров в британской армии.

## Участие в военной интервенции в России
С 17.11.1918 командующий, с 4 марта по 14 ноября 1919 года — главнокомандующий войсками Антанты в Архангельске. Численность войск под его командованием была не очень значительной — не свыше 15 000 человек, из которых до 6 000 англичан, до 5 000 американцев (см. Экспедиция «Белый медведь» и 85-я пехотная дивизия), около 4 000 французов, около 2000 итальянцев, имелись также китайский батальон, немногочисленные польский и сербский контингенты, Карельский легион (Карельский полк) (численностью до 4000 человек, сформированный из числа местного карельского населения), и финский Мурманский легион (численностью до 1500 человек, сформированный из числа «красных» финнов, покинувших Финляндию в результате финской гражданской войны). Однако политическая роль возглавляемых им войск была очень высока. Опираясь на всемерную поддержку союзных войск, была сформирована Северная армия генерала Е. К. Миллера. Также было сформировано несколько смешанных британско-русских подразделений.
Была взята под полный контроль вся промышленность русского Севера, налажен массовый вывоз леса и других богатств края. Айронсайд являлся одним из организаторов массового террора в отношении как большевиков, так и мирного населения края, по его приказу созданы несколько концлагерей, в них служили британские офицеры.
Подчинённые Айронсайду войска не вели крупных военных действий против Красной Армии, переложив основную тяжесть борьбы на местные белогвардейские формирования. Тем не менее, им периодически приходилось вступать в бой для поддержки белых войск. Когда по решению британского правительства, пересмотревшего ранее непримиримую позицию в отношении большевиков, британские и союзные войска в августе — сентябре 1919 года были эвакуированы из Архангельска, власть генерала Е. К. Миллера быстро пала.

## Венгрия и Иран
С 1 марта — по 16 мая 1920 года — глава британской военной миссии в Восточной Венгрии. С 4 июля 1920 года — командующий Исмидскими войсками (Иран), с 23 августа 1920 года по 7 июля 1921 года — командующий Северо-персидскими войсками (в составе Месопотамских экспедиционных сил). Оказывая давление на персидского шаха, добился увольнения всех русских офицеров из Персидской казачьей бригады и назначения её командиром Реза Пехлеви. В 1921 году участвовал в организации переворота, в ходе которого Реза Пехлеви сместил прежнего шаха и стал править Персией.

## Между мировыми войнами
С 1 мая 1922 года по 30 апреля 1926 года — комендант Штабного колледжа в Кемберли. С 1 октября 1926 года по 25 октября 1928 года — командир 2-й пехотной дивизии. С 21 ноября 1928 года —— командующий Меератским районом в Индии. С 1 июня 1931 года по 19 сентября 1933 года — лейтенант Лондонского Тауэра. С 4 октября 1933 года по 15 марта 1936 года — генерал-квартирмейстер Индийской армии. С 12 апреля 1936 года по 26 сентября 1938 года — главнокомандующий Восточным командованием. Одновременно в 1937—1940 годах — генерал-адъютант Его Величества. С 5 ноября 1938 года — генерал-губернатор и главнокомандующий войсками в Гибралтаре. С 1 июля 1939 года — генерал-инспектор заграничных войск.

### Подготовка к войне
17-21 июля 1939 года Айронсайд посетил Польшу, по воспоминаниям Э. Рачинского, был одним из немногих, кто осознал непонимание Польшей стоящей перед ней военной проблемы, в то время как многие другие дипломаты, вслед за Ю. Беком, позволили польскому командованию ввести себя в заблуждение, полагаясь на заверения поляков о силе их армии. После оценки состояния польской армии Айронсайд понял, что поляки не могут рассматриваться всерьёз как союзники против Гитлера, и, будучи открытым противником Советской России (и антисемитом), тем не менее во время встречи с маршалом Смиглы попытался объяснить тому необходимость для Польши союза с СССР. Услышав от Смиглы, что он лучше отдаст страну Гитлеру, чем Советам, Айронсайд, испуганный возможностью союза Польши и Германии, был вынужден сменить позицию и с тех пор настаивал, что поляки должны противостоять Германии и получат при этом полную поддержку союзников. При этом его обещания иногда носили фантастический характер: так, он говорил об английских эскадрильях, которые будут переброшены в Польшу, об авианосце в порту Гдыни, о переброске половины британского контингента из Египта в Польшу по Чёрному морю.

## Вторая мировая война
4 сентября 1939 года, на следующий день после вступления Великобритании в Вторую мировую войну, Айронсайд был назначен начальником Имперского Генерального штаба. Через несколько дней он заявил польскому послу, что Великобритания не вступит в широкомасштабные боевые действия для поддержки Польши. Один из инициаторов «Странной войны». В то же время активно разрабатывал планы вмешательства Британии в советско-финскую войну и нанесения авиаударов по наиболее важным объектам СССР, в первую очередь по нефтяным промыслам Баку. Считал вполне оправданным начало военных действий против СССР в 1940 году.
Военный крах союзных войск на Западном фронте во Французской кампании стал и крахом военной карьеры Айронсайда. Уже через несколько дней после своего назначения на пост премьер-министра, Уинстон Черчилль добился снятия Айронсайда с должности. В июне 1940 года Айронсайд был назначен главнокомандующим британскими войсками в метрополии, но и на этом посту продержался только один год.
19 июля 1941 года он был уволен в отставку с пожалованием баронского титула, став первым бароном Айронсайдом Архангельским. Умер в Лондоне в 1959 году.

## Награды
Великобритания:
- Кавалер ордена «За выдающиеся заслуги» (DSO, 1915)
- Компаньон ордена Святого Михаила и Святого Георгия (CMG, 1918)
- Рыцарь-командор ордена Бани (KCB, 1918)
- Рыцарь Большого креста ордена Бани (GCB, 1938)
- Командор ордена Британской империи (CBE, 1952)

Иностранные:
- Кавалер Большого креста ордена Почётного легиона (Франция)
- Офицер ордена Почётного легиона (Франция)
- Военный крест 1914—1918 с пальмовой ветвью (Франция)
- Кавалер ордена Восходящего солнца (Япония, 1922)